# Condado de Bartow
O Condado de Bartow é um dos 159 condados do Estado americano de Geórgia. A sede do condado é Cartersville, e sua maior cidade é Cartersville. O condado possui uma área de 1 218 km², uma população de 76 019 habitantes, e uma densidade populacional de 64 hab/km² (segundo o censo nacional de 2000). O condado foi fundado em 3 de dezembro de 1832. Faz parte da região metropolitana de Atlanta. A população do condado está crescendo rapidamente. Uma estimativa do governo americano realizada em 2004 estima a população do condado em 86 972 habitantes.